# Musculus tensor fasciae latae
Der flache, rechteckige Musculus tensor fasciae latae (lateinisch für Schenkelbindenspanner oder Oberschenkelbindenspanner) ist ein Skelettmuskel der unteren Extremität, genauer der hinteren (dorsalen) Schicht der hinteren Hüftmuskulatur. Entwicklungsgeschichtlich stellt er eine Abspaltung des mittigen Gesäßmuskels (Musculus gluteus medius) dar.

## Verlauf
Der Schenkelbindenspanner entspringt am Darmbein (Os ilium), genauer vom vorderen oberen Darmbeinstachel (Spina iliaca anterior superior) und strahlt in eine streifenförmige Verstärkung (Tractus iliotibialis oder Maisiatscher Streifen) der Muskelbinde (Faszie) des Oberschenkels (Fascia lata) ein.
Mit diesem Verstärkungsstreifen setzt der Muskel zwischen Kniescheibenband (Ligamentum patellae) und Wadenbeinköpfchen (Caput fibulae) am seitlichen Knorren (Kondylus) des Schienbeines (Tibia) an (Condylus lateralis tibiae).

## Funktion
Der Schenkelbindenspanner ist kein sehr kräftiger Muskel. Hauptsächlich spannt er die Fascia lata und seinen Verstärkungsstreifen (Unterstützung der Zuggurtung), wodurch er die Biegespannung des Femur reduziert.
Zudem zentriert er den Femurkopf im Hüftgelenk. Aufgrund seiner Lage oberhalb der Beugungs- bzw. Streckungsachse ist er – trotz seines kleinen physiologischen Querschnittes – auch ein kräftiger Hüftbeuger (Flexor) und zum Beispiel bei Sprintern stark ausgeprägt. Bei festgestelltem Oberschenkel kippt er das Becken nach vorne und wird hier zum Antagonist des Musculus gluteus maximus. Weiterhin kann er (besonders bei gestreckter Hüfte) eine  Abspreizbewegung (Abduktion) des Oberschenkelknochens bewirken. Bei starker Beugung im Hüftgelenk wird er jedoch zum Adduktor. Von der Normalstellung aus verursacht der Muskel eine Einwärtsdrehung (Innenrotation), wobei bei maximaler Innendrehung wiederum eine Funktionsumkehr auftritt und er außenrotierend ist.
Seine Wirkung auf das Kniegelenk ist abhängig von der jeweiligen Position: Bei gestrecktem Knie wirkt er extendierend, bei zunehmender Beugung flektierend und dann auch außenrotierend. Damit unterstützt er die Funktion des eingelenkigen (und somit von der Stellung des Hüftgelenks unabhängigen) Musculus biceps femoris.

## Bilder

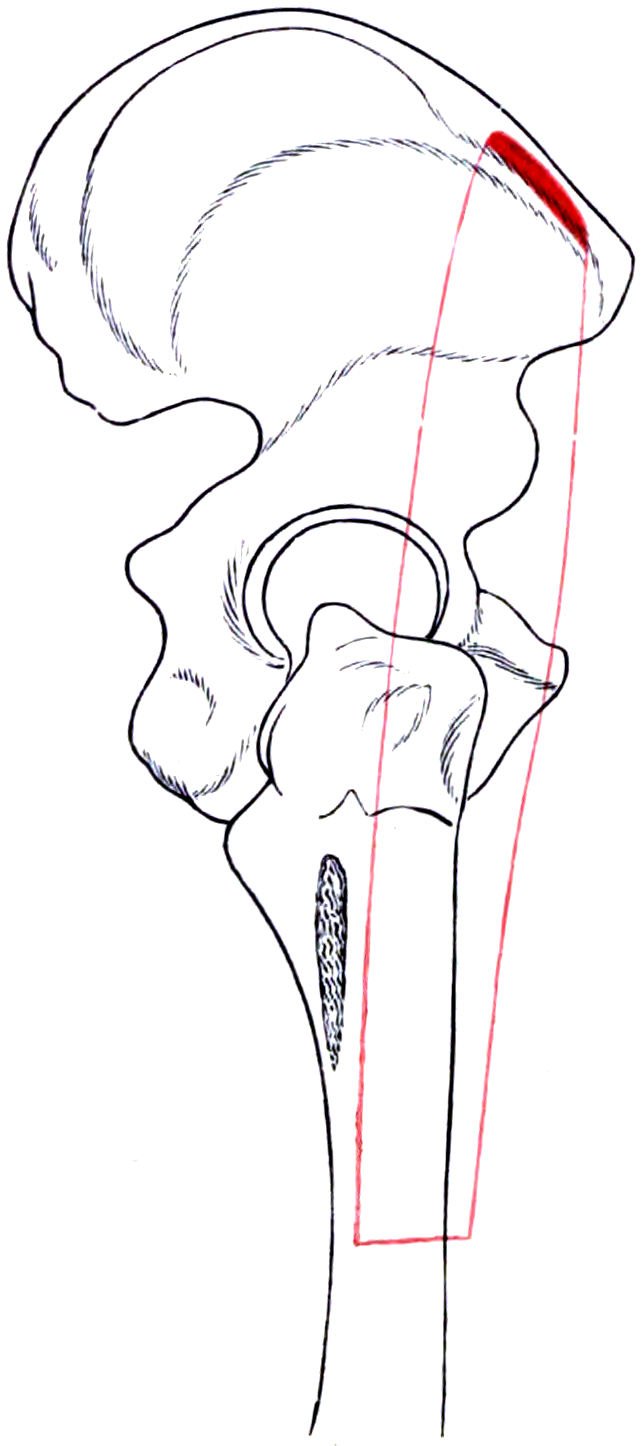
Ursprung und Ansatz.
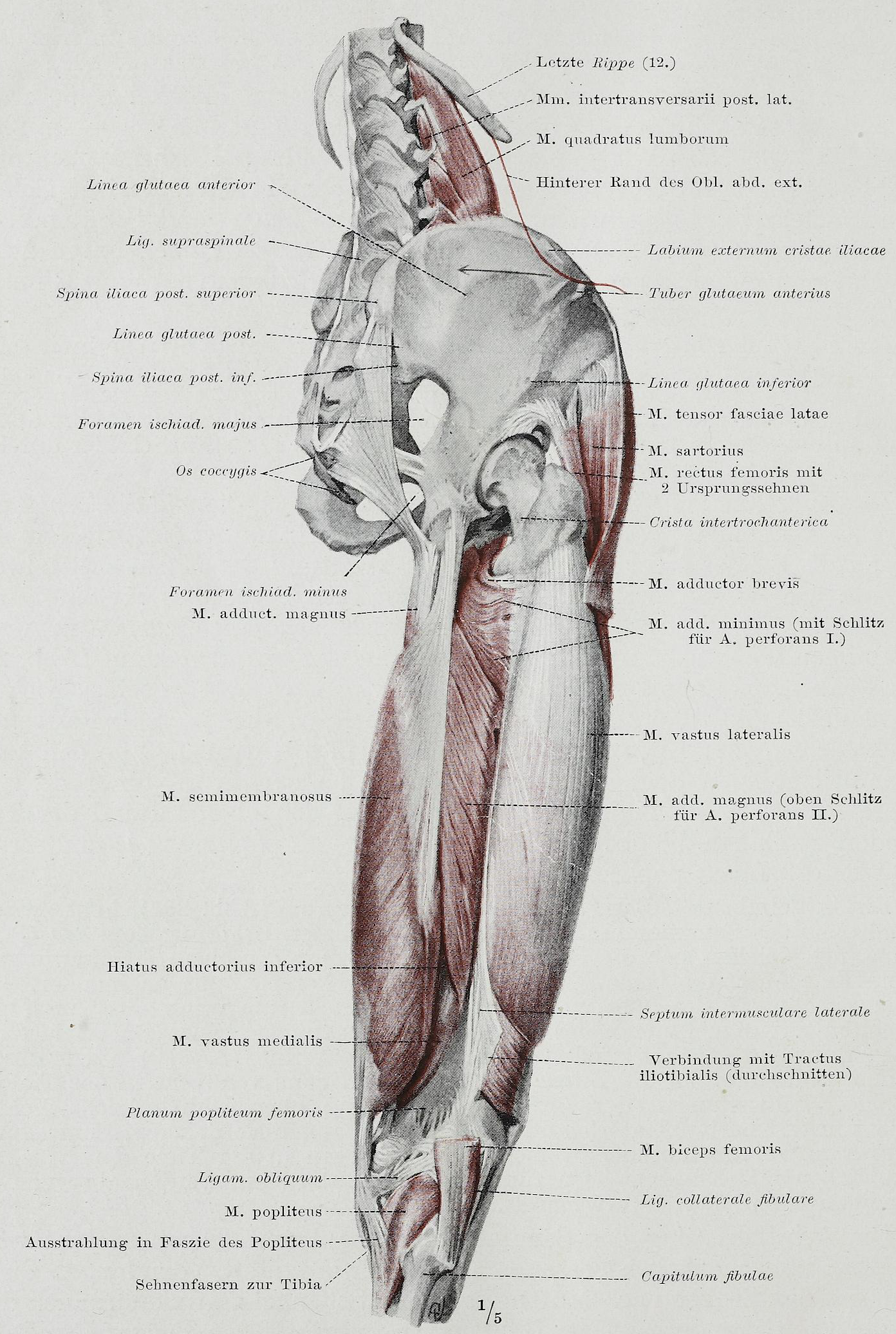
Blick auf die Unterseite nach Entfernung der restlichen Glutealmuskulatur.
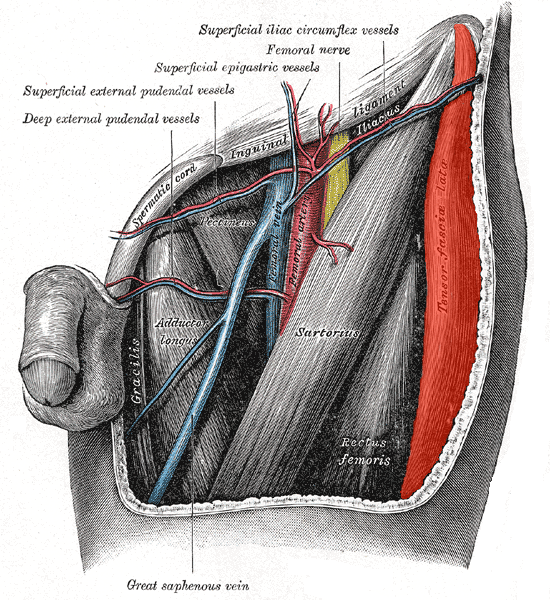
Ansicht von ventral.